# Іньякі Саес
Іньякі Саес (ісп. Iñaki Sáez, нар. 23 квітня 1943, Більбао) — іспанський футболіст, що грав на позиції захисника. По завершенні ігрової кар'єри — футбольний тренер.
Виступав за клуб «Атлетик», а також національну збірну Іспанії.
Дворазовий володар Кубка Іспанії з футболу.

## Клубна кар'єра
Народився 23 квітня 1943 року в місті Більбао. Вихованець футбольної школи клубу «Баракальдо».
У дорослому футболі дебютував 1962 року виступами за команду клубу «Атлетик», кольори якої і захищав протягом усієї своєї кар'єри гравця, що тривала тринадцять років. Більшість часу, проведеного у складі «Атлетика», був основним гравцем захисту команди. За цей час двічі виборював титул володаря Кубка Іспанії з футболу.

## Виступи за збірну
У 1968 році дебютував в офіційних матчах у складі національної збірної Іспанії. Того року провів у формі головної команди країни 3 матчі, після чого до її лав не залучався.

## Кар'єра тренера
Розпочав тренерську кар'єру, повернувшись до футболу після невеликої перерви, 1978 року, очоливши тренерський штаб команди «Більбао Атлетик», дублерів «Атлетика» з Більбао. За два роки, у 1980, став головним тренером основної команди «Атлетика». До 1992 року працював у клубній системі баскського клубу, поперемінно з основною командою та командою дублерів.
Протягом 1993—1996 років продовжував працювати на клубному рівні, спочатку з командою «Лас-Пальмаса», а згодом з «Альбасете».
1996 року Королівська іспанська футбольна федерація запропонувала Саесу очолити тренерський штаб іспанської збірної U-18 і протягом наступних 6 років він працював з юнацькими та молодіжними збірними Іспанії різних вікових категорій.
У 2002 році став наступником Хосе Антоніо Камачо на посаді очільника національної збірної Іспанії. Під керівництвом Саеса головна іспанська збірна кваліфікувалася до фінальної частини Євро-2004, проте на полях Португалії, де проходила континентальна першість, неочікувано припинила боротьбу вже на груповій стадії. Розпочавши турнір з мінімальної перемоги над аутсайдерами групи збірною Росії, іспанці спочатку звели унічию гру зі збірною Греції, а згодом програли господарям турніру португальцям. В результаті збірна Іспанія набрала чотири очки, стільки ж як й майбутні несподівані переможці турніру, греки, втім за додатковими показниками пропустила грецьку збірну уперед, ставши лише третьою. Після такого незадовільного результату на континентальному чемпіонаті Саес залишив національну команду.
Того ж 2004 року повернувся до молодіжної збірної Іспанії, яку Іньякі Саес очолював як головний тренер до 2008 року, в якому оголосив про завершення тренерської кар'єри.

## Титули і досягнення
Гравець
- Володар Кубка Іспанії з футболу (2):

«Атлетік»: 1969, 1972–73
Тренер
- Чемпіон Європи (U19): 2002
- Чемпіон Європи (U21): 1998
- Чемпіон світу (U-20): 1999
- Срібний олімпійський призер: 2000